# Andrea Meneghin (bobbista)
Andrea Meneghin (Conegliano, 8 agosto 1958) è un ex bobbista italiano.

## Biografia
Nato nel 1958 a Conegliano, in provincia di Treviso, dopo aver iniziato praticando l'atletica leggera è passato al bob.
A 25 anni ha partecipato ai Giochi olimpici di Sarajevo 1984, nel bob a due, con Guerrino Ghedina, arrivando 7º con il tempo totale di 3'29"09 (52"40 nella 1ª manche, 52"46 nella 2ª, 51"82 nella 3ª e 52"41 nella 4ª), e nel bob a quattro insieme a Guerrino Ghedina, Paolo Scaramuzza e Stefano Ticci, chiudendo 8º in 3'23"77 (50"66 nella 1ª manche, 50"93 nella 2ª, 51"00 nella 3ª e 51"18 nella 4ª).
L'anno successivo si è piazzato 7º nel bob a due ai Mondiali di Breuil-Cervinia 1985, in coppia con Guerrino Ghedina, con il tempo di 4'23"74.
A 29 anni ha preso di nuovo parte alle Olimpiadi, quelle di Calgary 1988, stavolta solo nel bob a quattro insieme a Roberto D'Amico, Thomas Rottensteiner e Paolo Scaramuzza, chiudendo 19º in 3'51"88 (57"69 nella 1ª manche, 58"65 nella 2ª, 57"50 nella 3ª e 58"04 nella 4ª).
Dopo il ritiro ha continuato a gareggiare nelle competizioni master, diventando anche allenatore di atletica leggera, in particolare di atleti paralimpici nei lanci, contemporaneamente lavorando come agente della Polizia ferroviaria.